# Giancarlo Catarsi (calciatore)
Giancarlo Catarsi (Livorno, 6 novembre 1930) è un ex calciatore italiano, di ruolo portiere.

## Carriera

### Club
Iniziò la carriera nel Rosignano Solvay, squadra della provincia di Livorno, con cui disputò tre campionati di Serie C e due di IV Serie. Si trasferì poi alla Salernitana, con cui disputò da titolare tutto il campionato di Serie B 1954-1955, assommando 34 presenze con 56 reti subite. Passato al Como, trovò poco spazio, e scese in campo in una sola occasione nella stagione 1955-1956. Fu poi ceduto alla SPAL, formazione di Ferrara che disputava la Serie A: come riserva di Renato Bertocchi ebbe spazio in 4 occasioni, esordendo in A il 23 dicembre 1956 contro il Palermo. Nel torneo del 1957-1958 non fu mai impiegato.